# Sanilhac

Sanilhac este o comună în departamentul Ardèche din sud-estul Franței. În 1 ianuarie 2022 avea o populație de 444 de locuitori.